# Domingo Rodríguez Oramas
Domingo Rodríguez Oramas, (Vega de Tetir, Puerto del Rosario, Fuerteventura, Canarias, 1964) conocido como El Colorao es un timplista español, creador del primer método de timple en escritura solfeística con escalas, estudios, ejercicios y obras simples.

## Biografía
Inició sus estudios de guitarra en 1985 en París de la mano del maestro Blas Sánchez, continuándolos en Madrid con Jorge Cardoso. Durante ese tiempo, también se forma en cursos intensivos impartidos por guitarristas tales como Abel Carlevaro, Manuel Barrueco o Roland Dyens.
Tras su vuelta a Fuerteventura en 1990, comienza a dar clases de folclore y guitarra, iniciándose como intérprete en 1992.
Desde entonces ha actuado, además de por casi todo el archipiélago, en distintos lugares de la península y del resto del mundo, como Madrid, Barcelona, Andalucía, Galicia, Cantabria, Valladolid, Alemania, Cabo Verde, Cuba, EE. UU., Francia, Italia, México, Uruguay o Venezuela.
Actualmente, además de seguir dando conciertos, es profesor de timple en la Escuela Insular de Música del Cabildo Insular de Fuerteventura e imparte cursos por toda Canarias. Su método es, hoy en día, utilizado por varias academias musicales de las islas.

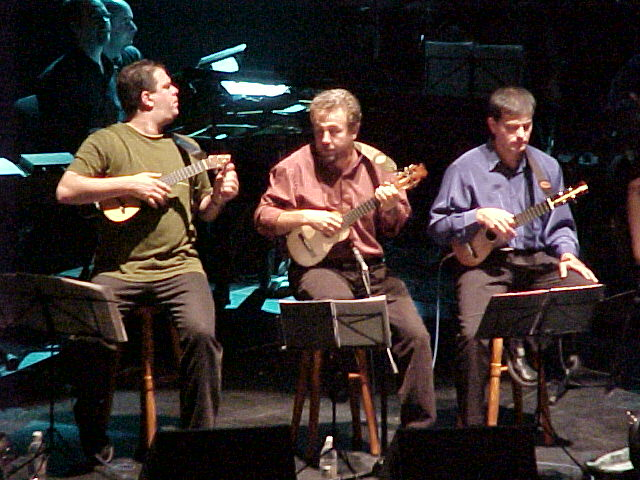
El Colorao junto a José Antonio Ramos y Benito Cabrera presentando Timples@2000 el 30 de abril de 2001 en Puerto del Rosario.

Domingo fue pregonero de las fiestas de agosto de 2023 de la Patrona de Canarias, la Virgen de Candelaria.

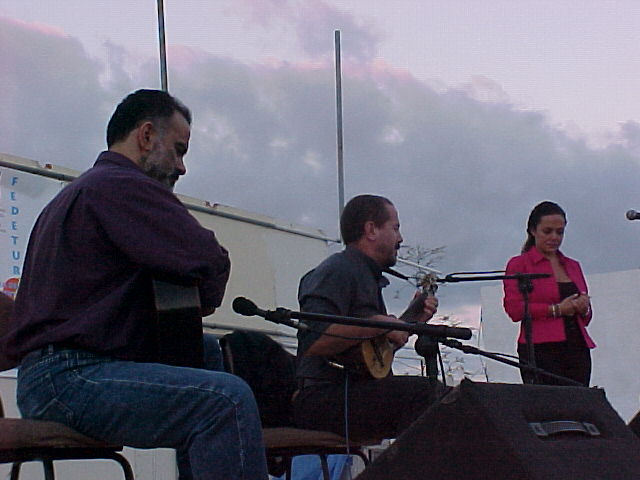
Juan Carlos "El Palmero", Domingo "El Colorao" y Mariví Cabo el 24/09/2000.

## Discografía
- 1995: El timple
- 1999: Timpliando
- 2003: Aulaga

## Colaboraciones
- 1994: Agrupación Folclórica de Tetir con Manuel Navarro, de la Agrupación Folclórica de Tetir.
- 1998: Sentirse Majorero, de Tinín Martínez.
- 1999: El Corsario de la Biosfera, de Arístides Moreno.
- 2000: Canciones Inolvidables II, de Blas Martínez.
- 2000: Timples@2000, con José Antonio Ramos y Benito Cabrera.
- 2001: Antología del Timple, con Benito Cabrera y Totoyo Millares.
- 2001: Tiempo, de Rogelio Botanz.
- 2001: Chácaras, de Chácaras.
- 2001: Teide y Nublo, de Los Sabandeños.
- 2002: Poemas, de Fabiola Socas.
- 2003: Guadá, de Juan Carlos Martín.
- 2003: Transición, de Kike Perdomo.
- 2004: Ayres, de Mariví Cabo.
- 2004: Arrecife, de Toñín Corujo.